# Amy Sawyer
Amy Sawyer, née à East Grinstead (Royaume-Uni) en juin 1863 et morte en octobre 1945, est une artiste peintre et une dramaturge britannique.

## Biographie
Amy Sawyer est l'aînée de sept enfants. Elle a une sœur qui plus tard vit en Australie et avec laquelle elle entretient une correspondance jusqu'à la fin de sa vie.
Elle étudie le portrait et l'illustration à l'école d'art de Hubert von Herkomer, à Bushey dans le Hertfordshire. Elle expose de nombreuses fois à la Royal Academy et au Salon de Paris entre 1887 et 1909. Son sujet est riche en récit et doit beaucoup à sa formation dans l'art de l'illustration. De plus, elle est passionnée par les contes populaires, les sorcières et les fées. Ces thèmes perdurent tout au long de sa vie artistique, et certaines de ses œuvres peuvent avoir des titres tels que Witches Anointing Themselves[pertinence contestée].
Elle est décrite comme une personne excentrique dans son comportement et sa tenue vestimentaire. Joanna Bourne déclare sur l'artiste : « Qui d'autre aurait osé marcher à travers le village habillée de peau de léopard ou d'un autre vêtement exotique bien éloigné de la mode actuelle ? ».
Sawyer déménage à Ditchling en 1897 et vit au nord du village, où elle peint sa maison en bleu vif. Son tableau Panel of a Screen est inclus dans le livre Women Painters of the World en 1905.
Sa carrière de peintre est écourtée lorsque le saturnisme affecte sa main. Elle devient professeur d'art dans le village ; Joanna et Hilary Bourne sont deux de ses élèves (futures fondatrices du musée de Ditchling), ainsi que John Wells qui devient un important artiste constructiviste britannique basé dans les Cornouailles. Ne pouvant plus peindre, elle écrit et produit des pièces de théâtre, aboutissant à un livre intitulé Sussex Village Plays en 1934. Elle réalise sa première représentation avec Love Is Blind en 1922 dans le jardin de sa maison. Certaines de ses pièces ont un intérêt national.
Elle s'affaiblit progressivement en raison d'une maladie cardiaque et meurt à l'âge de 82 ans. Elle meurt en 1945 et est inhumée dans le cimetière de Ditchling. Sur sa tombe, on peut lire l'inscription suivante : « Amy Sawyer, artiste et dramaturge, 1885-1945 ». Il est à noter une erreur concernant son année de naissance, car elle soumet des tableaux à la Royal Academy en 1887, ce qui rend improbable qu'une enfant de deux ans ait pu réaliser de telles œuvres. Sa nécrologie est la suivante : « Personne n'a fait plus pour favoriser et encourager tout ce qui était artistique et beau. ».
Aujourd'hui, elle est une artiste presque oubliée, mais ses pièces de théâtre du Sussex Village sont encore connues à Ditchling.

## Galerie

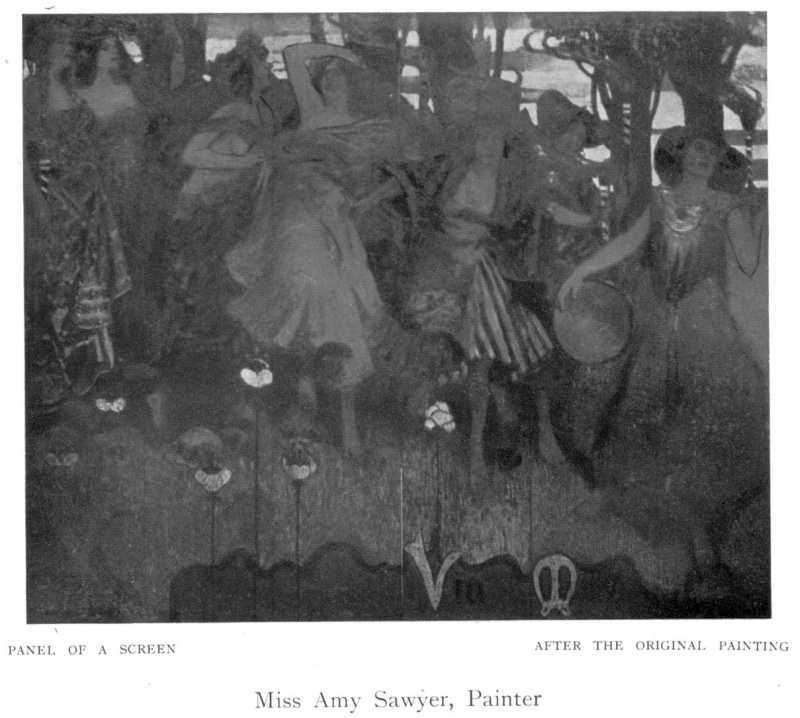
Amy Sawyer - Panel of a Screen
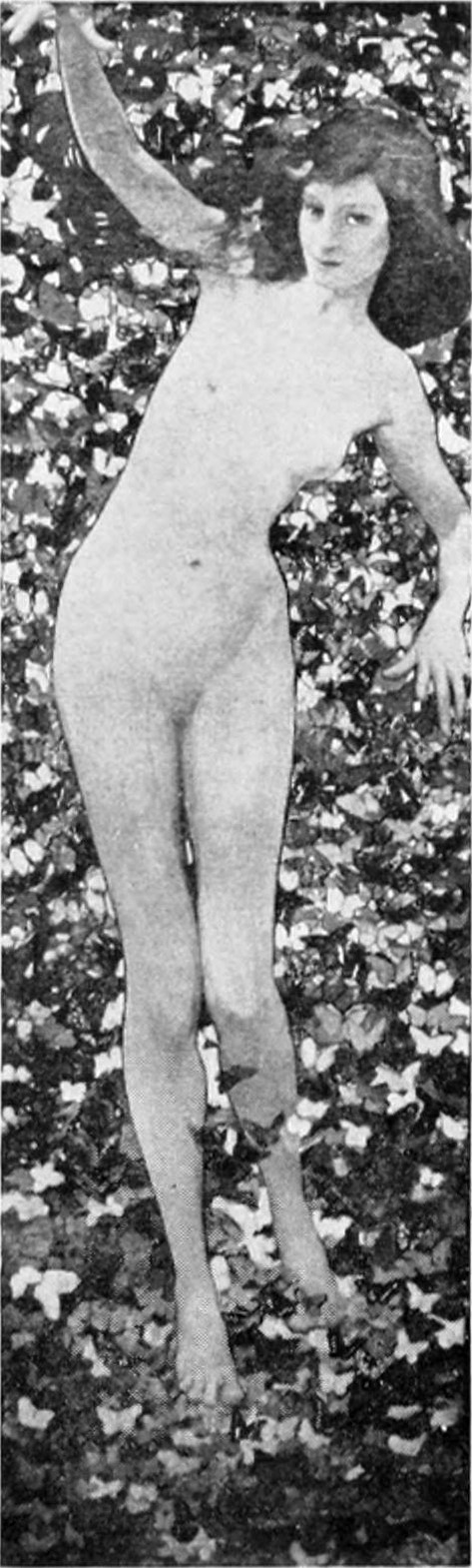
Amy Sawyer - Psyché